# Falchi della Polizia di Stato
I Falchi della Polizia di Stato (noti anche come Sezione Falchi o Squadra Antiscippo) sono un'unità della Squadra Mobile fondati a Catania nel 1974 dal Questore Emanuele De Francesco, come 5ª Sezione della Squadra Mobile, preposti esclusivamente alla repressione dei crimini di strada.

## Storia
I "Falchi" vennero fondati a Catania nel 1974 dal Questore Emanuele De Francesco, come 5ª Sezione della Squadra Mobile e preposti esclusivamente alla repressione dei crimini di strada, infatti è anche denominata Squadra Antiscippo.
Successivamente inquadrate nella sezione "criminalità diffusa" le Squadre Falchi nascono dalla disciolta Sezione Falchi, fino al settembre del 2008 inquadrata in seno all'Ufficio Prevenzione Generale e Soccorso Pubblico; il personale, preposto al contrasto del crimine diffuso, opera esclusivamente in abiti civili ed in coppia, a bordo di normali motoveicoli non caratterizzati dai classici colori di istituto.
Celebre è rimasto il falco Antonio Ferrara (14 ottobre 1958 - 23 luglio 1989), detto "Hulk" per la sua proverbiale forza fisica. Temuto dalla criminalità, nel rocambolesco arresto del boss della Camorra Luigi Giuliano, entrò con la moto nel quartiere di Forcella (zona in cui nemmeno le forze dell'ordine osavano mettere piede) per prelevarlo personalmente: tenuto sotto tiro dal Ferrara, il boss in persona avrebbe detto ai suoi "Guagliù acalate ‘e ppistole ca chisto è cchiù pazzo ‘e nuje" ("Ragazzi, abbassate le pistole ché questo è più pazzo di noi"). Antonio Ferrara morì il 23 luglio del 1989 in un incidente d'auto mentre era libero dal servizio.

## Città interessate
Le città dove tale servizio opera sono Catania, Palermo, Napoli, Bari, Cagliari, Caserta, Roma, Milano (dal 2010), Foggia, Firenze, Livorno e Taranto; soprattutto nel capoluogo campano, l'utilizzo di motoveicoli è la vera arma in più nei confronti della criminalità predatoria, dati gli intrecciati dedali di vicoli che caratterizzano la città partenopea.
Inoltre i Falchi, operano anche in altre città grandi, caratterizzate dall’intenso traffico e stretti vicoli, spesso facili vie di fuga e commerci non legali per reati a opera da microcriminalità e alla criminalità organizzata.